# شويتا سيكون
شويتاجيت كور سيكون أو المعروفة باسم شويتا سيكون (من مواليد 6 نوفمبر 1997 في كوالا لامبور، ماليزيا) عارضة أزياء ماليزية وحاملة لقب ملكة جمال التي توجت بمسابقة ملكة جمال ماليزيا العالمية 2016 وملكة جمال الكون ماليزيا 2019، التي أقيمت الليلة في فندق ماجستيك، كوالا لامبور، تنافست ثمانية عشر سيدة على لقب ملكة جمال ماليزيا 2019  في نهاية الحدت توجت، توجت شويتا من قبل ملكة جمال يونيفرس ماليزيا 2018 المنتهية ولايتها، جين تيوه.

## روابط خارجية
- شويتا سيكون على إنستغرام

| الجوائز و الإنجازات      | الجوائز و الإنجازات         | الجوائز و الإنجازات    |
| ------------------------ | --------------------------- | ---------------------- |
| سبقه Brynn Zalina Lovett | Miss Malaysia World ‏ 2016   | تبعه Larissa Ping Liew |
| سبقه Jane Teoh           | Miss Universe Malaysia 2019 | تبعه يحدد لاحقا        |